# Franjo Rački
Franjo Rački (Fužine (Fiume mellett), 1829. november 25. – Zágráb, 1894. február 13.) horvát történetíró és régiségtudós.

## Élete
Gimnáziumi tanulmányait Fiumében és Varasdon, a teológiaiakat Bécsben végezte. 1852-ben a zágrábi érseki papnevelő intézetben az egyháztörténelem és egyházjog tanára volt; 1857-től 1860-ig Rómába időzött, mint a római illír káptalan kanonoka; ezt az időt a vatikáni levéltár és könyvtár tanulmányozásával, különösen a délszlávok történetére vonatkozó források kutatásával töltötte, mely téren igen fontos eredményeket ért el. 1861-ben Rómából Zágrábba visszatérvén, zágrábi kanonok és 1866-ban a zágrábi délszláv akadémia elnöke lett. Különösen értékesek a délszlávok középkori történetére vonatkozó következő munkái: Viek i dielovanje Cirila i Metoda (Ciril és Metod kora és működése, 2 kötet, Zágráb, 1857-59); Pismo Slovjensko (A szláv irás, uo. 1861); Odlomke iz staroga zavjeta hrvatskoga za narodne dinastije (Töredékek a horvátok történetének legrégibb korából a nemzeti dinasztiák korában (uo. 1865); Töredékek a horvát államjogból (Bécs, 1861); Ociena starih izvora domaće poviestnice hrvatske és srbske (A horvát és szerb hazai történet régi kútforrásainak kritikai méltatása, 1865); Pokret na slovjenskom jugu XIV vieka i bogomile (Forrongás a déli szlávok közt a XIV. században és a bogomil eretnekek). 1865-ben kiadta Jagić társaságában a Vatikáni Apostoli Könyvtárban levő Assemani-evangélium hasonmását. Írt ezenkívül számtalan tanulmányt, ismertetést és bírálatot a Književnik című folyóiratba és a délszláv akadémia Rad és Starine című vállalataiba. Rački politikai téren is működött, mint lelkes és felvilágosodott horvát hazafi tevékeny részt vett a horvát országgyűlés munkálataiban, főképp a kiegyezési tárgyalásokban.